# Soini Nikkinen
Soini Mikael Nikkinen född 19 juli 1923 Kiuruvesi, död 2 juni 2012 var en finländsk spjutkastare.
Nikkinen vann EM-brons i spjutkastning i Bern 1954 med resultatet 73,38. Vid OS London 1948 blev han tolva och på hemmaOS i Helsingfors 1952 åttonde. 1951-1956 var Nikkinen värje år andra eller tredje på världsrankingen. Det finländska mästerskapet vann han 1952 och fick silver åren 1951, 1954, 1956 och 1957.
Nikkinen kastade i Kuhmois 24 juni 1956 världsrekord med 83,56, det stod sig i bara sex dagar då polacken Janusz Sidło kastade 83,66 i Milano. Han hade innan han satte världsrekordet förbättrat finländska rekordet två gånger: 79,60 år 1954 och 79,64  1956. 
På klubbnivå representerade Nikkinen Lahden Kalevaa.

## Resultatutveckling
| År           | 1947  | 1948  | 1949  | 1950  | 1951  | 1952  | 1953  | 1954  | 1955  | 1956  |
| Resultat (m) | 66,68 | 68,89 | 68,90 | 69,88 | 75,92 | 72,29 | 78,26 | 78,37 | 79,64 | 83,56 |